# Палкіна Ксенія Миколаївна
Палкіна Ксенія Миколаївна (нар. 13 грудня 1989) — колишня киргизька тенісистка.
Найвищу одиночну позицію світового рейтингу — 163 місце досягла 23 березня 2009, парну — 164 місце — 12 квітня 2010 року.
Здобула 11 одиночних та 27 парних титулів туру ITF.

## Фінали ITF
| турніри $50/60,000 |
| турніри $25,000    |
| турніри $15,000    |
| турніри $10,000    |

### Одиночний розряд: 17 (11–6)
| Результат | Ранг | Дата            | Турнір                   | Покриття   | Суперниця              | Рахунок          |
| --------- | ---- | --------------- | ------------------------ | ---------- | ---------------------- | ---------------- |
| Поразка   | 1.   | 28 січня 2006   | ITF Нью-Делі, Індія      | Тверде     | Анкіта Бгамбрі         | 4–6, 3–6         |
| Перемога  | 1.   | 5 лютого 2006   | ITF Музаффарнагар, Індія | Трава      | Мегга Вакарія          | 6–2, 7–6(4)      |
| Поразка   | 2.   | 11 серпня 2007  | ITF Москва, Росія        | Ґрунт      | Анна Лапущенкова       | 4–6, 3–6         |
| Перемога  | 2.   | 27 квітня 2008  | ITF Наманган, Узбекистан | Тверде     | Марія Кондратьєва      | 6–0, 3–6, 6–3    |
| Перемога  | 3.   | 22 червня 2008  | ITF Турин, Італія        | Ґрунт      | Джулія Гатто-Монтіконе | 6–0, 6–4         |
| Поразка   | 3.   | 29 червня 2008  | ITF Падуя, Італія        | Ґрунт      | Ніка Ожегович          | 5–7, 3–6         |
| Поразка   | 4.   | 15 лютого 2009  | ITF Мілдьюра, Австралія  | Трава      | Абігейл Спірс          | 7–5, 3–6, 2–6    |
| Перемога  | 4.   | 27 березня 2010 | ITF Наманган, Узбекистан | Тверде     | Ганна Півень           | 3–6, 6–4, 6–4    |
| Перемога  | 5.   | 23 квітня 2010  | ITF Алмати, Казахстан    | Тверде (i) | Євгенія Пашкова        | 7–5, 4–6, 6–4    |
| Поразка   | 5.   | 5 травня 2012   | ITF Шимкент, Казахстан   | Тверде     | Сабіна Курбанова       | 2–6, 3–6         |
| Перемога  | 6.   | 23 лютого 2013  | ITF Шимкент, Казахстан   | Тверде (i) | Сабіна Шаріпова        | 7–6(3), 7–6(3)   |
| Поразка   | 6.   | 2 березня 2013  | ITF Шимкент, Казахстан   | Тверде (i) | Катерина Яшина         | 3–6, 6–4, 2–6    |
| Перемога  | 7.   | 11 травня 2013  | ITF Шимкент, Казахстан   | Ґрунт      | Каміла Керімбаєва      | 6–3, 5–7, 6–1    |
| Перемога  | 8.   | 22 вересня 2013 | ITF Анталія, Туреччина   | Тверде     | Каролін Ромео          | 6–3, 6–1         |
| Перемога  | 9.   | 25 квітня 2015  | ITF Шимкент, Казахстан   | Ґрунт      | Ксенія Шаріфова        | 6–4, 6–4         |
| Перемога  | 10.  | 17 травня 2015  | ITF Анталія, Туреччина   | Тверде     | Меліс Сезер            | 4–6, 7–6(6), 6–2 |
| Перемога  | 11.  | 22 вересня 2018 | ITF Алмати, Казахстан    | Ґрунт      | Марина Чернишова       | 1–0 ret.         |

### Парний розряд: 52 (27–25)
| Результат | Ранг | Дата              | Місце                            | Покриття   | Партнерка                     | Суперниці                                 | Рахунок                |
| --------- | ---- | ----------------- | -------------------------------- | ---------- | ----------------------------- | ----------------------------------------- | ---------------------- |
| Поразка   | 1.   | 29 жовтня 2005    | ITF Мумбаї, Індія                | Тверде     | Ніколе Клеріко                | Вілаван Чомптанґ Тасша Вітаявірой         | 7–5, 5–7, 3–6          |
| Перемога  | 1.   | 6 листопада 2005  | ITF Пуне, Індія                  | Тверде     | Ніколе Клеріко                | Рушмі Чакравартхі Сай Джаялакшмі Джаярам  | 7–5, 7–6(7)            |
| Перемога  | 2.   | 28 січня 2006     | ITF Нью-Делі, Індія              | Тверде     | Ніколе Клеріко                | Анкіта Бгамбрі Рушмі Чакравартхі          | w/o                    |
| Поразка   | 2.   | 4 лютого 2006     | ITF Музаффарнагар, Індія         | Трава      | Ніколе Клеріко                | Лі Вейбін Лавінія Тананта                 | w/o                    |
| Перемога  | 3.   | 11 липня 2006     | ITF Імола, Італія                | Килим      | Ніколе Клеріко                | Марія Луїза Кречун Елена В'янелло         | 6–3, 6–0               |
| Перемога  | 4.   | 18 вересня 2006   | ITF Тбілісі, Грузія              | Ґрунт      | Рія Сабай                     | Варвара Галаніна Людмила Нікоян           | 6–4, 3–6, 6–0          |
| Перемога  | 5.   | 6 листопада 2006  | ITF Пуне, Індія                  | Тверде     | Іша Лахані                    | Мадура Ранґанатхан Нунгнадда Ваннасук     | 6–3, 4–6, 6–4          |
| Поразка   | 3.   | 19 листопада 2006 | ITF Пуне, Індія                  | Ґрунт      | Ніколе Клеріко                | Ольга Панова Агнеш Сатмарі                | 2–6, 4–6               |
| Поразка   | 4.   | 3 березня 2007    | ITF Сан-Бой, Іспанія             | Ґрунт      | Ніколе Клеріко                | Ірене Ребергер Бескос Нурія Санчес Гарсія | 6–4, 3–6, 4–6          |
| Перемога  | 6.   | 17 вересня 2007   | Telavi Open, Джорджія            | Ґрунт      | Ріа Дернеманн                 | Василіса Давидова Марина Шамайко          | 6–2, 6–2               |
| Поразка   | 5.   | 5 травня 2008     | ITF Флоренція, Італія            | Ґрунт      | Мартіна Качіотті              | Кіра Надь Валентіна Сассі                 | 2–6, 3–6               |
| Перемога  | 7.   | 11 серпня 2008    | ITF Пенза, Росія                 | Ґрунт      | Сопія Шапатава                | Ірина Бурячок Нікола Франькова            | 6–4, 6–4               |
| Перемога  | 8.   | 1 травня 2009     | ITF Наманган, Узбекистан         | Тверде     | Альбіна Хабібуліна            | Чагла Бююкакчай Пемра Озген               | 6–4, 6–7(6), [10–5]    |
| Поразка   | 6.   | 5 червня 2009     | ITF Бухара, Узбекистан           | Тверде     | Аріна Родіонова               | Анна Бражнікова Марта Сироткіна           | 6–3, 4–6, [9–11]       |
| Перемога  | 9.   | 31 жовтня 2009    | ITF Стамбул, Туреччина           | Тверде (i) | Ніна Братчикова               | Петра Цетковська Рената Ворачова          | w/o                    |
| Поразка   | 7.   | 16 листопада 2009 | ITF Пуне, Індія                  | Тверде     | Ніна Братчикова               | Анастасія Васильєва Ніколе Клеріко        | 6–4, 3–6, [11–13]      |
| Поразка   | 8.   | 19 квітня 2010    | ITF Алмати, Казахстан            | Тверде (i) | Анастасія Пренко              | Євгенія Пашкова Марія Жаркова             | 6–3, 6–7(9), [7–10]    |
| Перемога  | 10.  | 30 липня 2010     | ITF Алмати, Казахстан            | Тверде     | Альбіна Хабібуліна            | Юлія Бейгельзимер Емілі Веблі-Сміт        | 6–4, 6–4               |
| Поразка   | 9.   | 14 серпня 2010    | ITF Казань, Росія                | Тверде     | Альбіна Хабібуліна            | Катерина Деголевич Леся Цуренко           | 2–6, 3–6               |
| Перемога  | 11.  | 3 вересня 2010    | ITF Стамбул, Туреччина           | Тверде     | Малу Ейдесгаард               | Ґаллі Де Вал Яніна Тольян                 | 6–4, 6–4               |
| Перемога  | 12.  | 6 грудня 2010     | ITF Дубай, ОАЕ                   | Тверде     | Олена Чалова                  | Тетяна Ареф'єва Юліана Федак              | 6–2, 6–4               |
| Поразка   | 10.  | 2 травня 2011     | ITF Бухара, Узбекистан           | Тверде     | Ніна Братчикова               | Хан Сон Хі Лян Чень                       | 6–4, 6–7(5), 4–6       |
| Поразка   | 11.  | 5 травня 2012     | ITF Шимкент, Казахстан           | Тверде     | Майя Гаверова                 | Анастасія Васильєва Альбіна Хабібуліна    | 6–3, 1–6, [6–10]       |
| Поразка   | 12.  | 22 вересня 2012   | ITF Шимкент, Казахстан           | Тверде     | Нігіна Абдураїмова            | Валентина Івахненко Катерина Козлова      | 2–6, 4–6               |
| Поразка   | 13.  | 2 листопада 2012  | ITF Стамбул, Туреччина           | Тверде (i) | Абдураїмова Нігіна Джасурівна | Чагла Бююкакчай Пемра Озген               | 2–6, 1–6               |
| Перемога  | 13.  | 18 березня 2013   | ITF Анталія, Туреччина           | Тверде     | Оксана Калашникова            | Анаміка Бгаргава Ніколь Меліхар           | 6–1, 6–3               |
| Перемога  | 14.  | 25 березня 2013   | ITF Анталія, Туреччина           | Тверде     | Оксана Калашникова            | Башак Ерайдин Еббі Маєрз                  | 6–4, 4–6, [10–8]       |
| Поразка   | 14.  | 15 квітня 2013    | ITF Наманган, Узбекистан         | Тверде     | Івахненко Валентина Юріївна   | Альбіна Хабібуліна Анастасія Васильєва    | 3–6, 3–6               |
| Перемога  | 15.  | 12 травня 2013    | ITF Шимкент, Казахстан           | Ґрунт      | Альбіна Хабібуліна            | Монова Поліна Іванівна Анна Смоліна       | 6–2, 6–2               |
| Перемога  | 16.  | 1 липня 2013      | ITF Мідделбург, Нідерланди       | Ґрунт      | Вероніка Капшай               | Фатіма Ан-Набхані Світлана Пироженко      | 6–3, 6–3               |
| Перемога  | 17.  | 16 вересня 2013   | ITF Анталія, Туреччина           | Тверде     | Деніз Хазанюк                 | Катаріна Ленерт Шанталь Шкамлова          | 6–7(5), 7–6(3), [10–8] |
| Поразка   | 15.  | 17 листопада 2013 | ITF Астана, Казахстан            | Тверде (i) | Альбіна Хабібуліна            | Поліна Монова Альона Тарасова             | 6–4, 1–6, [6–10]       |
| Перемога  | 18.  | 24 лютого 2014    | ITF Астана, Казахстан            | Тверде (i) | Альбіна Хабібуліна            | Каміла Керімбаєва Вероніка Капшай         | 6–4, 7–5               |
| Перемога  | 19.  | 8 серпня 2014     | ITF Астана, Казахстан            | Тверде     | Катерина Яшина                | Eudice Chong Анна Григорян                | 7–5, 6–3               |
| Поразка   | 16.  | 17 листопада 2014 | ITF Шимкент, Казахстан           | Ґрунт      | Олександра Гринчишина         | Поліна Пєхова Альбіна Хабібуліна          | w/o                    |
| Поразка   | 17.  | 1 лютого 2015     | ITF Актобе, Казахстан            | Тверде (i) | Ева Ваканно                   | Поліна Меренкова Альбіна Хабібуліна       | 2–6, 6–7(6)            |
| Поразка   | 18.  | 27 липня 2015     | ITF Астана, Казахстан            | Тверде     | Башак Ерайдин                 | Натела Дзаламідзе Альона Тарасова         | 0–6, 1–6               |
| Поразка   | 19.  | 5 грудня 2016     | ITF Val Gardena, Італія          | Тверде (i) | Анна-Джулія Ремондіна         | Лаура-Йоана Андрей Зара-Ребекка Секуліч   | 2–6, 3–6               |
| Перемога  | 20.  | 25 березня 2017   | ITF Анталія, Туреччина           | Ґрунт      | Сопія Шапатава                | Сандра Ямріхова Єлена Симич               | 6–4, 7–5               |
| Перемога  | 21.  | 28 липня 2017     | ITF Hua Hin, Таїланд             | Тверде     | Луксіка Кумхум                | Нейкта Бейнз Карін Кеннель                | 6–3, 2–6, [14–12]      |
| Перемога  | 22.  | 23 вересня 2017   | ITF Шимкент, Казахстан           | Тверде     | Маріана Дражич                | Дарія Детковська Жибек Куламбаєва         | 7–5, 3–6, [10–8]       |
| Перемога  | 23.  | 30 вересня 2017   | ITF Шимкент, Казахстан           | Тверде     | Маріана Дражич                | Дарія Детковська Жибек Куламбаєва         | 7–5, 6–2               |
| Поразка   | 20.  | 1 грудня 2017     | ITF Індаур, Індія                | Тверде     | Альбіна Хабібуліна            | Деа Герджелаш Сюй Цзинвень                | 2–6, 1–6               |
| Поразка   | 21.  | 14 січня 2018     | ITF Анталія, Туреччина           | Ґрунт      | Іпек Оз                       | Сопія Шапатава Анастасія Васильєва        | 7–5, 0–6, [11–13]      |
| Перемога  | 24.  | 16 лютого 2018    | ITF Бергамо, Італія              | Ґрунт (i)  | Ксенія Беккер                 | Мартіна Кольменья Клаудія Джовіне         | 6–4, 4–6, [10–8]       |
| Поразка   | 22.  | 17 березня 2018   | ITF Анталія, Туреччина           | Ґрунт      | Аміна Аншба                   | Ксенія Кнолль Корнелія Лістер             | 0–6, 7–5, [8–10]       |
| Перемога  | 25.  | 13 липня 2018     | ITF Алмати, Казахстан            | Тверде     | Дар'я Кружкова                | Маріана Дражич Валерія Зєлєва             | 7–6(3), 6–4            |
| Поразка   | 23.  | 12 серпня 2018    | Ladies Open Hechingen, Німеччина | Ґрунт      | Сопія Шапатава                | Монова Поліна Іванівна Шанталь Шкамлова   | 4–6, 3–6               |
| Поразка   | 24.  | 14 вересня 2018   | ITF Алмати, Казахстан            | Ґрунт      | Альбіна Хабібуліна            | Марина Чернишова Влада Єкшибарова         | 6–7(3), 2–6            |
| Перемога  | 26.  | 23 березня 2019   | ITF Анталія, Туреччина           | Ґрунт      | Дар'я Мішина                  | Крістіна Діну Ліна Джорческа              | 6–3, 3–6, [12–10]      |
| Поразка   | 25.  | 27 квітня 2019    | ITF Анталія, Туреччина           | Ґрунт      | Чжан Їн                       | Єнні Дюрст К'яра Ґрімм                    | w/o                    |
| Перемога  | 27.  | 31 серпня 2019    | ITF Алмати, Казахстан            | Тверде     | Сопія Шапатава                | Тамара Чурович Аліна Силич                | 6–4, 7–6(3)            |